# Vasile Sănduleac
Vasile Sănduleac (ur. 2 stycznia 1971 w Bielcach) – mołdawski szachista i sędzia szachowy (FIDE Arbiter od 2012), arcymistrz od 2006 roku.

## Kariera szachowa
Pierwszy sukces w turnieju międzynarodowym odniósł w 1994 r., dzieląc IV m. (wspólnie z Danielem Moldovanem) w Bukareszcie. W 1995 r. podzielił II m. w kolejnym turnieju rozegranym w tym mieście (za Belą Badea). W 1998 r. (ponownie za Belą Badea) podzielił II m. w Samoborze. W tym okresie należał już do ścisłej czołówki mołdawskich szachistów, czego dowodem był start w reprezentacji kraju na rozegranej w Eliście szachowej olimpiadzie. Do 2014 r. uczestniczył łącznie w 8 olimpijskich turniejach. W latach 2003, 2007 i 2008 trzykrotnie zdobył tytuły indywidualnego mistrza Mołdawii.
Do innych sukcesów Vasile Sănduleaca w turniejach międzynarodowych należą m.in.:
- dz. III m. w Călimănești (1999, za Liviu-Dieterem Nisipeanu i Viorelem Iordchescu, wspólnie z Constantinem Ionescu, Władysławem Niewiedniczym i Catalinem Navrotescu(inne języki)),
- dz. I m. w Eforie Nord – dwukrotnie (2001, wspólnie z m.in. Constantinem Ionescu, Witalijem Kuninem(inne języki), Walerijem Czechowem i Dmitrijem Swietuszkinem oraz 2006, wspólnie z m.in. Constantinem Lupulescu i George-Gabrielem Grigore),
- II m. w Suboticy – dwukrotnie (2001, za Petarem Benkoviciem(inne języki) oraz 2003, za Mircea Parligrasem),
- I m. w Suboticy (2002),
- dz. I m. w Satu Mare (2002, wspólnie z Wadimem Czernowem),
- I m. w Bukareszcie (2004),
- dz. I m. we Lwowie (2004, wspólnie z Michaiło Oleksienko),
- dz. I m. w Kiszyniowie (2005, wspólnie z Borysem Itkisem),
- dz. I m. w Gałaczu (2006, wspólnie z Mihailem Marinem i Viorelem Iordăchescu),
- II m. w Bukareszcie (2006, za Constantinem Lupulescu),
- dz. II m. w Bukareszcie (2006, memoriał Victora Ciocaltei, za Andrei Murariu, wspólnie z Constantinem Lupulescu i Belą Badea),
- dz. I m. Jassy – trzykrotnie (2006, wspólnie z m.in. Alinem Berescu, Władimirem Małaniukiem, Constantinem Lupulescu i Władysławem Niewiedniczym; 2007, wspólnie z m.in. Jewgienijem Glejzerowem i Ciprianem-Costicą Nanu oraz 2008, wspólnie z m.in. Borysem Itkisem),
- dz. I m. w La Fere (2007, wspólnie z Yannickiem Gozzolim, Krzysztofem Pytlem i Jeanem-Noelem Riffem(inne języki)),
- dz. II m. w Creon (2007, za Władimirem Ochotnikiem, wspólnie z m.in. Érikiem Prié i Aleksandrem Karpaczewem),
- dz. II m. w Avoine (2008, za Anthony Kostenem, wspólnie z m.in. Pawłem Czarnotą i Aleksandrem Sułypą).

Uwaga: Lista sukcesów niekompletna (do uzupełnienia od 2009 roku).
Najwyższy ranking w dotychczasowej karierze osiągnął 1 lipca 2006 r., z wynikiem 2519 punktów zajmował wówczas czwarte miejsce wśród mołdawskich szachistów.